# Tommy Henriksen
Tommy Henriksen (Port Jefferson Station, 21 februari 1964) is een Amerikaanse rock- en heavy metalmuzikant (zang, gitaar, basgitaar), songwriter en producent, die werkte met Alice Cooper, Hollywood Vampires en de Duitse metalband Warlock. Hij was ook frontman van de punkrockers P.O.L. en bracht verschillende albums uit als soloartiest. Bovendien is Henriksen songwriter, arrangeur, producent en mixer, die heeft gewerkt met artiesten als Lady Gaga, Meat Loaf, Lou Reed, Halestorm, Kesha en Daughtry. Henriksen woont momenteel met zijn gezin in Zürich, Zwitserland.

## Biografie
Henriksen startte in het New Yorkse circuit met de band Ruffkut, waar ook zijn broer Gene op drums speelde. Na aanvankelijk voornamelijk covers te hebben gespeeld, begon de band hun eigen materiaal te schrijven en bracht in 1984 de mini-lp Fight for the Right uit. In 1986 trad Henriksen toe tot de Duitse metalband Warlock en was te horen op hun album Triumph and Agony uit 1987, dat goud werd in Duitsland. De video's voor de singles All We Are en Für immer waren regelmatig te zien bij het heavy metal programma Headbangers Ball van MTV. Henriksen bleef doorgaan met het co-schrijven van verschillende nummers, omdat leadzangeres Doro Pesch de rechten op de naam Warlock verloor en haar volgende album Force Majeure uitbracht onder de naam Doro, dat ook goud werd. Uiteindelijk verlieten Henriksen, gitarist Jon Levin en drummer Bobby Rondinelli het Doro-kamp en formeerden hun eigen band Big Trouble, met toekomstige Burning Rain- en Montrose-zanger Keith St. John die de bezetting completeerde. Een andere incarnatie bevatte Eric St. Michaels (China, Criminal Minds) op zang. Hoewel getekend bij Atlantic Records, ging de band uit elkaar zonder ooit een album te hebben uitgebracht. Henriksen verliet New York en verhuisde naar Los Angeles. Na een korte periode bij C.C. DeVille's band Needle Park trad hij toe tot War & Peace, de band van voormalig Dokken-bassist Jeff Pilson, die op het debuutalbum Time Capsule van de band uit 1993 verscheen, samen met gitarist Russ Parrish, ook bekend als Satchel van Steel Panther en toekomstige Enuff Z'nuff-drummer Ricky Parent.
In 1994 formeerde Henriksen, die het alias Da Skunk overnam, punkrockband P.O.L., een afkorting van Parade of Losers en tekende hij een grote labelovereenkomst met Warner Bros. Records' Giant Records. Het door Garth Richardson geproduceerde debuut van de band werd uitgebracht in 1995 en de band verscheen bij de Jon Stewart Show met hun top 5 alternatieve single Stupid. P.O.L. brachten hun tweede album Sprockett uit op hun eigen Junkrock-label in 1996, voordat het album een bredere publicatie zag via Entourage Records. Het nummer Sixteen and Confused zou later het alternatieve afsluitende thema worden van Is It Fall Yet?, de eerste Daria tv-film. Na het uiteenvallen van P.O.L. begon Henriksen met Keith Forsey te werken aan een meer pop-georiënteerd soloalbum van volledige lengte. Het titelloze album, uitgebracht door Capitol Records in 1999, bevatte de hitsingle I See the Sun, die dat jaar #34 bereikte in de Adult Top 40 en ook werd opgenomen in de filmsoundtrack van Blast from the Past. In 2000 bracht Henriksen de opvolger Selected Songs for a New Beginning uit bij zijn eigen ZuZu Ltd-label. Hij werkte ook samen met voormalig War & Peace-bandgenoot Jeff Pilson in Underground Moon, wiens enige album in 2002 werd uitgebracht bij de Nuclear Blast-dochteronderneming Rebelution Entertainment.
In 2001 werkte Henriksen samen met P.O.L. drummer en toekomstige Alice Cooper-bandgenoot Glen Sobel om de sugarpunk band Boink! te formeren. Ze werden populair in Los Angeles en brachten de single en video Punk Break Beat uit, gevolgd door de ep Walk of Fame met 5 nummers. Henriksen, een grote fan van de Sex Pistols, lanceerde DiS ViciOuS in 2006, door Tommy beschreven als een andere kant van Sid Vicious. Een paar nummers werden vrijgegeven via sociale netwerken, waarvan de meeste een anarchistische tirade tegen de samenleving waren, zij het nogal ironisch. In 2007 bundelde Henriksen, in een stilzwijgende producent/singer/songwriterrol, zijn krachten met Rehab's Brooks Buford en Ashley Alan-Lee in The Audio Club. Het trio produceerde onafhankelijk een videoclip voor de single Sumthin' Serious, die werd uitgezonden op een aantal Noord-Amerikaanse radiostations. Na geschillen met hun label Interscope Records ging de band uit elkaar. Gedurende deze tijd bleef Henriksen ook zijn vaardigheden als producent en technicus aanscherpen in samenwerking met een breed scala aan artiesten.
Henriksen heeft gewerkt als songwriter, arrangeur, producent en mixer voor artiesten als Lady Gaga, Kesha, Krace, Daughtry, Kumi Koda, Porcelain Black, Meat Loaf, Cavo, Allison Iraheta, Atom Smash, Steel Magnolia, Alice, Tohoshinki, Kimberly Caldwell, Hyper Crush, The Canadian Tenors, Fefe Dobson, Lou Reed, Christian Kane, Alice Cooper, Longview, Reamonn, Revis, Runner Runner, Clear Static, Framing Hanley, Halestorm, China, Camera Can't Lie, New Medicine, Angels Fall, The Audio Club, Syndicate, Safety Suit, Brooks Buford, Emphatic, BC Jean, Kristin Chenoweth, Bowling for Soup, Capra, Simple Plan, Future Boy, Wes Carr, Fighting with Wire, The Rouge, David Cook, Beasto Blanco, Fugufish, The 3 Dudes, Annie-Rose en The All New Josie and the Pussycats. In maart 2011, toen hij mede-producent, gitarist, bassist, programmeur, mixer en engineer was op de nieuwe Alice Cooper Welcome 2 My Nightmare plaat, werd Henriksen door Cooper gevraagd om zich bij diens liveband aan te sluiten, waarvan hij nog steeds lid is. Hij is ook te zien terwijl hij basgitaar speelt in de Heaven in This Hell-video van mede Cooper bandgenoot Orianthi.
Op 31 oktober 2014 bracht Henriksen de digitale single Give'm Hell uit van zijn soloalbum Tommy! Tommy !! Tommy !!! bij het Blue Martin/K-tel-label in Zwitserland, Duitsland en Oostenrijk. Een promotievideo voor Give' Em Hell werd opgenomen in Zürich, Zwitserland. Een vinylversie in beperkte oplage van het album werd in 2015 uitgebracht bij Bellyache Records. Henriksen is ook een hulplid van de Cooper-rock-supergroep Hollywood Vampires, die op het gelijknamige debuutstudio-album van de band uit 2015 verscheen en slaggitaar speelde tijdens de Rock in Rio-show van de band op 24 september 2015, evenals warm-up shows in The Roxy op 16 en 17 september. Henriksen speelde met de Hollywood Vampires tijdens hun Grammy Award-optreden in februari 2016. In maart 2017 bracht Henriksen zijn nieuwste soloalbum StarStruck digitaal uit bij zijn eigen label Dis Vicious Music, een vinylpublicatie in beperkte oplage volgde eind mei via Bellyache Records. Henriksen speelde ook een belangrijke rol bij het maken van het nieuwe Alice Cooper-album Paranormal met coproduceren, gitaar spelen en co-schrijven van 3 nummers.

## Discografie
- 1984: Ruffkut – Fight for the Right
- 1987: Warlock – Triumph and Agony
- 1989: Doro Pesch – Force Majeure
- 1993: War & Peace – Time Capsule
- 1993: George Lynch – Sacred Groove
- 1995: P.O.L. – s/t
- 1996: P.O.L. – Sprockett
- 1999: Tommy Henriksen –  s/t
- 2000: Tommy Henriksen – Selected Songs for a New Beginning
- 2002: Underground Moon – s/t
- 2003: Boink! – Walk of Fame ep
- 2011: Tommy Henriksen – Bluto Nero
- 2011: Alice Cooper – Welcome 2 My Nightmare
- 2014: Tommy Henriksen – Tommy! Tommy!! Tommy!!!
- 2015: Hollywood Vampires – Hollywood Vampires
- 2017: Tommy Henriksen – StarStruck
- 2017: Alice Cooper – Paranormal
- 2019: Hollywood Vampires – Rise